# Fillos de Galicia
Fillos de Galicia es un portal y comunidad virtual que se enfoca en la cultura gallega y su diáspora.  El sitio trata de unir y promover la relación entre los gallegos y sus descendentes alrededor del mundo. La comunidad ofrece diversos contenidos y servicios, como recursos para aprender la lengua gallega o encontrar familiares en Galicia o en la emigración usando el Atopadoiro (Lugar para encontrarse).  Fillos.org es uno de los webs más populares respecta al galeguismo, Galicia, y más específicamente su diáspora.  En septiembre de 2010 Fillos integró parte de sus webs en el servicio Blogaliza .

## Historia
Fillos de Galicia fue lanzado en 1997 por Manuel Casal Lodeiro, hijo de emigrantes gallegos y desde 2000 es responsabilidad de la Asociación Cultural Fillos de Galicia.  Desde su concepción, el portal creció de forma continua en número de usuarios registrados (llamados miembros de la comunidad virtual) hasta el momento en que intentó integrar su comunidad virtual en Blogaliza, integración que fracasó parcialmente dando como resultado la desactivación en la práctica de dicha red social.  La asociación también ha lanzado desde su creación algunos webs derivados sobre temas específicos (ver referencias y enlaces externos) y ha editado diversos libros dirigidos a la diáspora gallega.

## Estadísticas
En 2010 se superaron los 6.700 usuarios registrados en la comunidad, que proceden de más de 70 países distintos.  La mayor parte de los usuarios están entre los 30 y 60 años de edad y residen en Argentina, y también hay poblaciones considerables en España y Brasil.  Más de la mitad de los usuarios registrados son gallegos o hijos de gallegos.  Más de una cuarta parte son nietos de gallegos.  De todos los usuarios, una pequeña parte (llamados socios) pagan una cuota por formar parte de la Asociación Cultural Fillos de Galicia, entidad legal responsable de Fillos.org.  
Según los datos publicados en el propio portal sus visitas en el año 2009 rondaron las 350.000, con una media mensual aproximada de 1.500.000 páginas vistas y 30.000 visitas.